# Vadim Boghiev
Vadim Boghiev (n. 27 decembrie 1970, c̕xinvali, Republica Sovietică Socialistă Gruzină, URSS) este un luptător ce a reprezentat Rusia, medaliat olimpic. A participat la o ediție a Jocurilor Olimpice (1996) în care a câștigat o medalie de aur.

## Participări
Lista de mai jos prezintă principalele competiții la care a participat Vadim Boghiev de-a lungul carierei.
- wrestling at the 1996 Summer Olympics – men's freestyle 68 kg[*]